# Ioana Badea
Ioana Badea, född den 22 mars 1964 i Odobeşti i Rumänien, är en rumänsk roddare.
Hon tog OS-guld i scullerfyra i samband med de olympiska roddtävlingarna 1984 i Los Angeles.